# Edsele kyrka
Edsele kyrka är en kyrkobyggnad i Edsele. Den är församlingskyrka i Ramsele-Edsele församling i Härnösands stift.

## Kyrkobyggnaden
Nuvarande träkyrka uppfördes 1799 av Pål Persson i Stugun och är en mindre kopia av Fjällsjö kyrka. Kyrkan är byggd av liggtimmer och klädd med stående paneler.
Kyrkans tak som tidigare var täckt med spån kläddes 1911 med plåt.
I Edsele fanns en tidigare spånklädd träkyrka som är omnämnd i ett visitationsprotokoll från 1691. Till gamla kyrkan byggdes 1728 en klockstapel av Nils Persson från Öden.

## Inventarier
- En fragmentarisk Kristusgestalt från 1100-talet har sannolikt tillhört ett processionskors eller triumfkrucifix.
- Ett processionskors av ek härstammar från 1200-talet.
- Predikstolen är från slutet av 1600-talet och tillverkades av "Jon Snickare" i Härnösand.
- Orgeln byggdes 1948 av E. A. Setterquist & Son Eftr.
- Två kyrkklockor hänger i kyrktornet. Lillklockan är från 1817 och storklockan från 1932. Äldsta klockan göts 1728 av Hindrick Lind i Stockholm. Den är sprucken och numera uppställd i koret.